# Frank Solari
Frank Silva Solari Oliveira, conhecido simplesmente por Frank Solari (Porto Alegre, 25 de março de 1972) é um guitarrista, arranjador e produtor musical brasileiro.
Seu trabalho instrumental vem sendo reconhecido internacionalmente desde o lançamento do seu primeiro álbum, tanto que ele foi o primeiro guitarrista brasileiro a aparecer nas colunas de novos talentos das revistas americanas Guitar Player/Dez'92 (Spotlight) e Guitar World/Fev'93 (Hometown Heroes), recebendo significativos elogios. Ele também foi o primeiro músico brasileiro a assinar um contrato de amplificadores com a Fender.
Seu álbum Acqua, de 2003, também teve grande repercussão internacional, sendo elogiado por músicos de renome, como Bob Dylan e Stanley Jordan.
Juntamente com os guitarristas Edu Ardanuy (Dr. Sin) e Sérgio "Serj" Buss, liderou, em 1998, o projeto Tritone.

## Biografia
Aos seis anos, Solari começou seus estudos com aulas particulares de piano. Ingressou no curso de extensão musical da Universidade Federal do Rio Grande do Sul em 1981. Aos 13 anos concluiu o curso de extensão em piano clássico e teoria musical da mesma universidade. Após esta etapa, iniciou de forma autodidata o estudo da guitarra elétrica.
| “ | "Não me lembro quando ouvi falar em guitarra pela primeira vez, mas me lembro de ter gostado muito do som distorcido interligando as notas. Me chamava a atenção porque já estudava piano e essa característica sonora era bem diferente." | ” |

Posteriormente buscou informação técnica ouvindo todos os estilos musicais, o que o faz um guitarrista bastante eclético.
Na metade dos anos 1980, interpretando músicas de mestres da guitarra rock como Joe Satriani, Steve Vai, Greg Howe e Tony MacAlpine, Frank começou-se a apresentar em sua cidade natal. Nesta mesma época, formou 2 bandas: a Texas, especializada em Hard Rock, e a Domínio Público, que tocava covers do Van Halen e do Barão Vermelho.
No início da década de 1990, realizou um trabalho acústico, apresentando-se ao lado de Robertinho do Recife e chegando a fazer a abertura de quatro shows de Bob Dylan no Brasil. Foi nesta época também que juntamente com seu irmão, Roger Solari, gravou a demo-tape “L.A. Times”. Com esta gravação, conseguiu destaque sendo o primeiro guitarrista brasileiro a ser mencionado como novo talento nas revistas “Guitar Player” e “Guitar World”.
Em agosto de 1994, foi escolhido pela Fender para realizar workshops de suas guitarras.
Em 1998 liderou o projeto Tritone, juntamente com os guitarristas brasileiros Edu Ardanuy (Dr. Sin) e Sérgio "Serj" Buss. Neste mesmo ano, ele fez parte de um livro didático que conta com os mais importantes mestres do instrumento, produzido pelo Conservatório Souza Lima/SP, chamado “Fifteen – Os Mestres da Guitarra".
No início dos anos 2000, Solari foi eleito vice-presidente da Associação Gaúcha de Disco Independente (AGADISC), foi selecionado para participar do projeto “Cartografia Musical Brasileira” pelo Itaú Cultural e ainda foi mencionado nos projetos “Um Século de Música no RS” por Arthur de Faria e “CEEE/Som do Sul” por Henrique Mann.
Em setembro de 2003, Solari foi eleito entre os quatro melhores guitarristas da atualidade no Brasil por votação dos leitores da revista Cover Guitarra.
Em 2003, junto com o violonista Yamandú Costa, realizam um show com a Orquestra de Câmara da ULBRA em Porto Alegre. Devido ao grande sucesso de público, em 2004 o espetáculo é repetido.
Em outubro de 2005, Solari foi capa da revista espanhola Guitarra Actual.
Em 2007, faz parceria com o violonista Daniel Sá, com quem lançou o clipe da faixa ‘Moinhos de Vento’, originalmente gravada para o filme ‘Porto Alegre, meu canto no mundo’.
Em 2013, Solari participou do disco de Humberto Gessinger intitulado Insular. Neste mesmo ano ele lança o clipe da música "Connection", uma composição sua em parceria com Izmália e Lucky Cassol.

## Discografia

### Demo-Tapes
- 1992 - L.A. Times

### Álbuns de estúdio
- 1993 - Frank Solari
- 1998 - Um Círculo Mágico
- 2003 - Acqua
- 2021 - Multiversal

### Com oTritone
- (1998) - Just For Fun (And Maybe Some More Money...)

### Participações Especiais
- 1996 - Participação no álbum "Coisa Pra Moleque" (iniciativa da Fundação Mauricio Sirotski), com a faixa "Next Dream".[15]
- 1997 - Participação no álbum "Armazém", de Paulo Gáiger.[16]
- 1999 - Participação no álbum "Os Anjos Dizem Amém", de Leco Alves
- 1999 - Participação no álbum "Os Anjos Dizem Amém", de Leco Alves
- 2002 - Uma de suas músicas foi incluída na coletânea "CEEE Som do Sul".[17]
- 2002 - Participação no álbum "Serendip", de Evandro Demari.[18]
- 2007 - Gravação da faixa Moinho de Vento, em parceria com o violonista Daniel Sá, para o filme ‘Porto Alegre, meu canto no mundo’.
- 2013 - Participação no álbum Insular de Humberto Gessinger (canção "Milonga do Xeque-Mate")

## Video Aulas
- 1999 - Técnica Aplicada ao Fraseado – Vol.1
- 2001 - Técnica Aplicada ao Fraseado – Vol.2

## Prêmios e indicações

### Prêmio Açorianos
| Ano  | Categoria                    | Indicação         | Resultado | Ref.          |
| ---- | ---------------------------- | ----------------- | --------- | ------------- |
| 1992 | Instrumentista               | Frank Solari      | Indicado  | [ 19 ]        |
| 1992 | Grupo Musical                | Frank Solari      | Indicado  | [ 19 ]        |
| 1994 | Espetáculo                   | Frank Solari      | Venceu    | [ 20 ]        |
| 1994 | Instrumentista de Cordas     | Frank Solari      | Venceu    | [ 20 ]        |
| 1994 | Disco                        | Frank Solari      | Indicado  | [ 20 ] [ 21 ] |
| 1998 | Disco de Música Instrumental | Um Círculo Mágico | Venceu    | [ 22 ]        |
| 1998 | Instrumentista de Cordas     | Frank Solari      | Venceu    | [ 22 ]        |

- 1999 - Secretaria Municipal da Cultura de Porto Alegre

Melhor disco de música instrumental com o CD Um Círculo Mágico
Melhor espetáculo de música
- 2009 - Eleito pelo site HeavyMetal Brasil um dos 30 melhores guitarristas do país.[24][25]

- 2012 - Incluído na lista 70 mestres brasileiros da guitarra e do violão da revista Rolling Stone Brasil.[26]